# Оксид серы(I)
Оксид-сульфид серы(IV) или по-старому оксид серы(I) (закись серы) - газообразное бинарное неорганическое вещество. Неустойчив при обычном давлении и температуре. Устойчивость сильно возрастает при высокой температуре или при низком давлении.

## Получение
- Получают реакцией сульфида серебра(II) с тионилхлоридом при 160°С и давлении 0,5 мм рт.ст.
- Действием тлеющего электрического разряда на смесь диоксида серы и паров серы при уменьшенном  давлении.
- Нагреванием избытка серы с оксидом меди(II) в вакууме.

## Строение
Молекула S=S=O имеет форму неравностороннего треугольника. Полярна.

## Свойства
Может храниться при комнатной температуре при давлении не выше 40 мм рт.ст. При повышении давления немедленно распадается на серу и диоксид серы. Легко разлагается водой. При обычной температуре не реагирует с кислородом. Легко реагирует с металлами. Несолеобразующий оксид.